# ألكسي فيزيليتش
ألكسي فيزيليتش Aleksije Vezilić (ولد في زماييفو في 17 مارس 1753 – ومات في نوفي ساد في 12 يناير 1792) شاعر غنائي صربي.
اشتهر بنشره أفكار التنوير الألمانية في اللغة الصربية.